# Erik Gustaf Geijer

Erik Gustaf Geijer

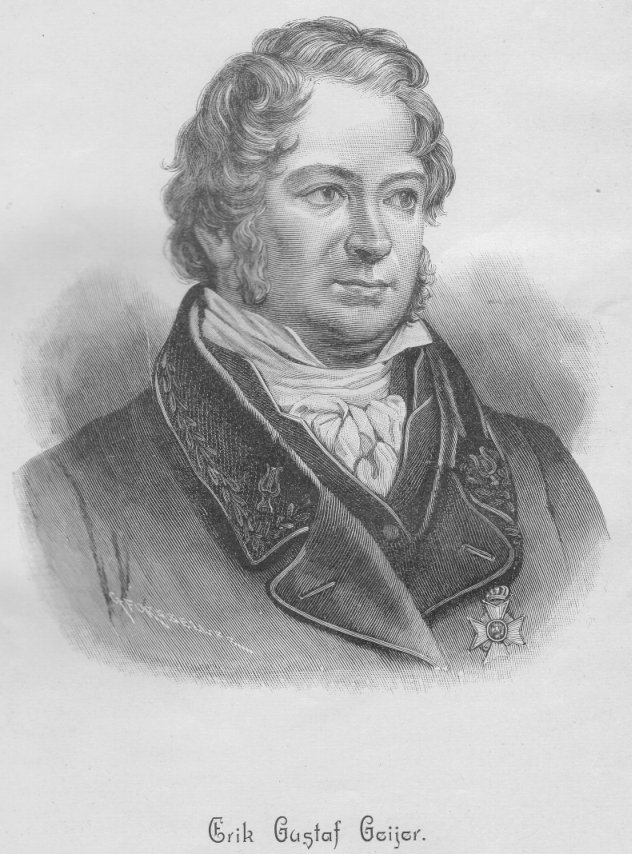
Erik Gustaf Geijer

Erik Gustaf Geijer (* 12. Januar 1783 auf Hof Ransäter, Gemeinde Munkfors; † 23. April 1847 in Stockholm) zählt zu den wichtigsten schwedischen Schriftstellern der Romantik, war aber auch als Komponist tätig.

## Leben
Erik Gustaf Geijer wurde als Sohn eines Werksbesitzers in Värmland geboren. Nach einer glücklichen Jugend kam er 1799 nach Uppsala, um zu studieren. Seine Studien zogen sich hin, da er sich nicht klar darüber war, was er eigentlich machen wollte. Von 1809 bis 1810 war er als Hauslehrer in England. Nach seiner Rückkehr veröffentlichte er die Schrift Om inbillningskraftens verkan på uppfostran (Über den Einfluss der Einbildungskraft auf die Erziehung), in der er sich vom Vernunftsideal der Aufklärung ab- und der Phantasie der Romantik zuwandte. Er begann als Privatlehrer in Stockholm zu arbeiten.
In Stockholm verkehrte er mit Freunden aus der Studienzeit, die meisten aus Värmland. Sie bildeten einen Kreis, wo sie – zuerst aus Spaß – einander Wikingernamen gaben und aus Hörnern tranken. Doch bald entwickelte sich daraus eine Renaissance des frühneuzeitlichen Gotizismus und der Gotische Bund (Götiska Förbundet), ein literarischer Club mit eigener Zeitschrift, der sich für die nordische Geschichte interessierte. In der ersten Nummer der Zeitschrift Iduna, die 1811 erschien, wurden einige der bekanntesten Gedichte Geijers publiziert, Vikingen (der Wikinger) und Odalbonden (der Freibauer). Weitere Gedichte erschienen in den folgenden Nummern und im Poetischen Kalender von 1815. Von 1814 bis 1816 erschien eine von ihm gemeinsam mit Arvid August Afzelius zusammengestellte Sammlung Svenska folkvisor från forntiden (Schwedische Volkslieder aus der Vorzeit, teilweise übersetzt von Gottlieb Mohnike unter dem Titel Volkslieder der Schweden: aus der Sammlung von Geijer und Afzelius, Berlin 1830).
1817 erhielt Erik Gustaf Geijer eine Professur in Geschichte an der Universität Uppsala. Als Dichter verstummte er, desto intensiver widmete er sich der Geschichte. Die Geschichtsstudien, eine Reise durch Deutschland 1825 und der Kontakt mit liberalen Schriftstellern brachten Geijer dazu, seinen reaktionär-konservativen Standpunkt in Politik und Geschichtsdarstellung zu überdenken. Auch literarisch entfernte er sich nach und nach von der Romantik und neigte einer mehr am Realismus orientierten Literatur zu, wie seine Memoiren Minnen (Erinnerungen) aus dem Jahr 1834 zeigen. 1838 vollzog er offiziell den Abfall vom Konservativismus und den Übergang zum Liberalismus in der ersten Nummer der Zeitschrift Litteratur-Bladet.
Seine spätere lyrische Produktion bestand aus einer Anzahl von einfachen Kurzgedichten zu Musik, die er selbst komponierte. Einige Kirchenlieder steuerte er zu Johan Olof Wallins Gesangbuch von 1819 bei. Geijer komponierte auch Instrumentalstücke wie Klaviersonaten, Streichquartette und schrieb Chorgesänge.
Geijers Bedeutung für die schwedische Sprache liegt auch darin, dass er einer der größten Schöpfer von geflügelten Worten und Redensarten ist, die noch heute in der Alltagssprache vorkommen. Auch die heutige schwedische Grußformel Hej stammt wahrscheinlich aus dem Götischen Bund.

## Auszeichnungen
Geijer wurde 1826 in die Svenska Akademien aufgenommen (Stuhl 14), 1829 in die Königlich Schwedische Musikakademie und 1835 in die Königlich Schwedische Akademie der Wissenschaften. 1828–1830 und 1849/41 gehörte er als Vertreter der Universität dem Schwedischen Ständereichstag an.